# Catajurinia angusta
Catajurinia angusta là một loài ruồi trong họ Tachinidae.